# マリオン郡 (インディアナ州)
マリオン郡（マリオンぐん、英: Marion County）は、アメリカ合衆国インディアナ州にある郡。人口は97万7203人（2020年）で、州内最大である。この郡の郡庁所在地はインディアナポリス市であり、同市と統合市郡となっている。
なお、州北東部に位置するマリオン市とは直接の関係は無い。

## 歴史
マリオン郡は1822年に設立された。ここはアメリカ独立戦争のサウスカロライナ州出身の陸軍准将フランシス・マリオンの名を取って命名された。

## 地理
アメリカ合衆国統計局によると、この郡は総面積1,044 km2 (403 mi2) である。このうち1,026 km2 (396 mi2) が陸地で18 km2 (7 mi2) が水地域である。総面積の1.68%が水地域となっている。

### 隣接する郡
- ハミルトン郡 (北)
- ハンコック郡 (東)
- シェルビー郡 (南東)
- ジョンソン郡 (南)
- モーガン郡 (南西)
- ヘンドリックス郡 (西)
- ブーン郡 (北西)

## 人口動勢

2000年国勢調査に基づくマリオン郡の人口ピラミッド

2000年の国勢調査で、この郡は860,454人、352,164世帯、及び213,411家族が暮らしている。人口密度は838/km2 (2,172/mi2) である。377/km2 (977/mi2) の平均的な密度に387,183軒の住宅が建っている。この郡の人種的な構成は白人70.49%、アフリカン・アメリカン24.17%、先住民0.25%、アジア1.43%、太平洋諸島系0.04%、その他の人種1.98%、及び混血1.64%である。ここの人口の3.87%はヒスパニックまたはラテン系である。
この郡内の住民は25.80%が18歳未満の未成年、18歳以上24歳以下が10.00%、25歳以上44歳以下が32.90%、45歳以上64歳以下が20.20%、及び65歳以上が11.10%にわたっている。中央値年齢は34歳である。女性100人ごとに対して男性は93.60人である。18歳以上の女性100人ごとに対して男性は90.00人である。
この郡の世帯ごとの平均的な収入は40,421米ドルであり、家族ごとの平均的な収入は49,387米ドルである。男性は36,503米ドルに対して女性は27,846米ドルの平均的な収入がある。この郡の一人当たりの収入 (per capita income) は21,789米ドルである。人口の11.40%及び家族の8.70%は貧困線以下である。全人口のうち18歳未満の15.30%及び65歳以上の8.00%は貧困線以下の生活を送っている。

## 都市及び町

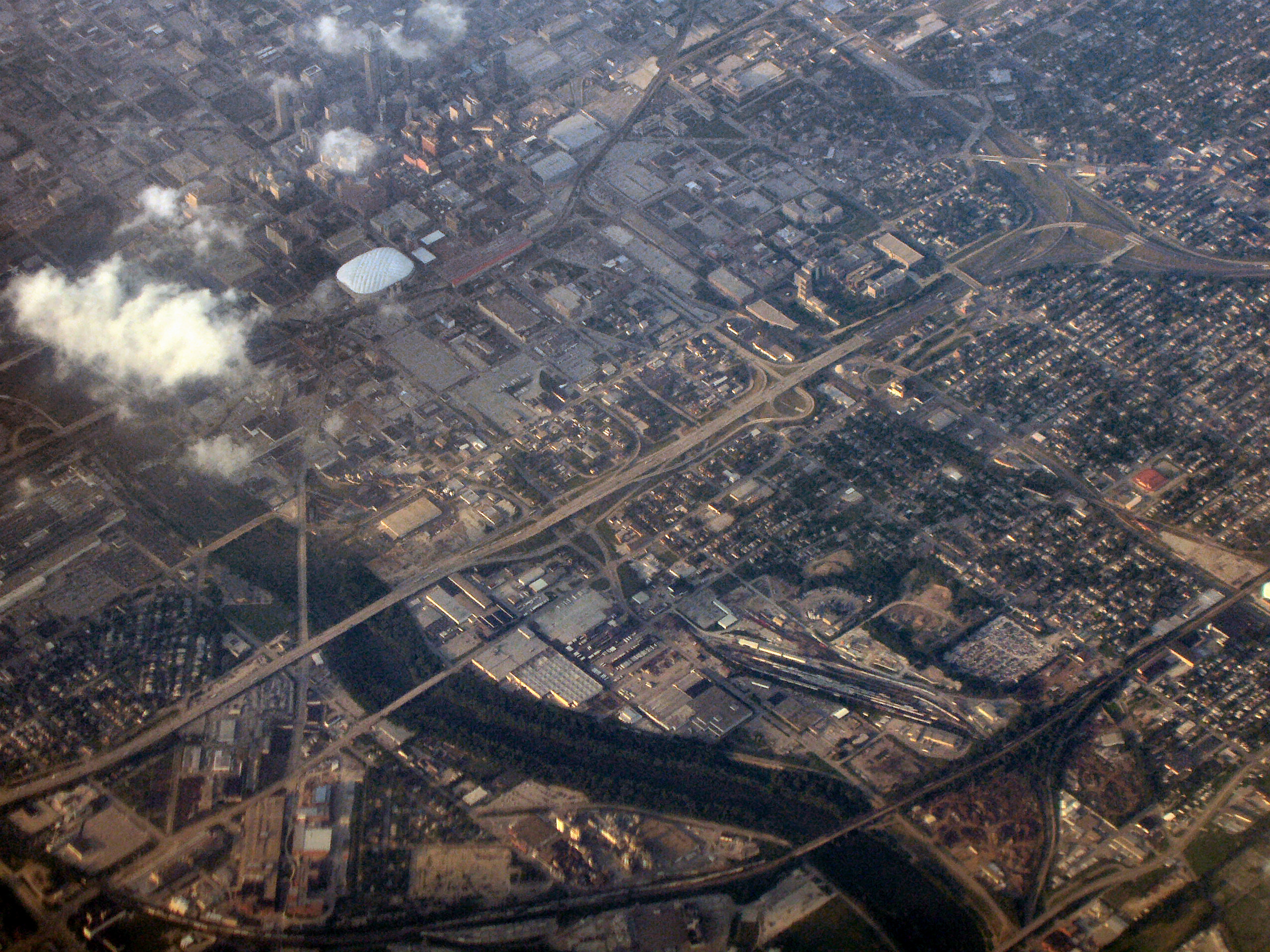
空から見たインディアナポリスのダウンタウン

マリオン郡はインディアナポリス市と統合市郡を成している。以下の各町はインディアナポリス市に含まれる。
- クレアモント (Clermont)
- クロウズネスト (Crows Nest)
- ホームクロフト (Homecroft)
- メリディアンヒルズ (Meridian Hills)
- ノースクロウズネスト (North Crows Nest)
- ロッキーリプル (Rocky Ripple)
- スプリングヒル (Spring Hill)
- ウォーレンパーク (Warren Park)
- ウイリアムズクリーク (Williams Creek)
- ウィネデール (Wynnedale)

以下の各市町はインディアナポリス市とは独立した自治体として郡内に存在する。
- ビーチグローブ (Beech Grove)
- ローレンス (Lawrence)
- サウスポート (Southport)
- スピードウェイ (Speedway)